# RRDtool
RRDtool — набір утиліт для роботи з RRD Round-Robin Database, кільцевою базою даних. Створені Тобі Отікером (Tobias Oetiker), для збереження, обробки та візуалізації динамічних послідовностей даних, таких як температура, завантаження процесора, тощо. Всі дані зберігаються в кільцевій базі даних, розмір якої зростає не значно, опираючись на старі дані. В базу даних вносяться консолідовані підсумки, старі дані при цьому затираються новими.

## Список утиліт
rrdtoolутиліта для роботи з кільцевою базою даних
rrdcachedдемон для кешування даних
librrdнабір бібліотек
rrdbuildінструменти для збірки програм
rrdcgiінструменти для створення вебсторінок з графіками на основі шаблонів
rrdcreateпрограми для створення нових баз даних
rrddumpутиліта здійснює дамп інформації в форматі XML
rrdfetchутиліти для отримання інформації з кільцевої бази даних
rrdfirstутиліта яка повертає перший набір даних, так званий RRA (англ. round robin archive)
rrdflushcachedскидання кешу для конкретної бази
rrdgraphнабір утиліт для забезпечення графічних функцій
rrdgraph_dataфункції попередньої підготовки даних для rrdgraph
rrdgraph_examplesприклади використання rrdgraph
rrdgraph_graphінтерфейс командного рядка (англ. Command Line Interface, CLI) для rrdgraph
rrdgraph_libdbiвибірка інформації за допомогою libdbi для подальшої візуалізації
rrdgraph_rpnінструмент стекової обробки в форматі зворотнього польського запису (англ. Reverse Polish Notation, RPN)
rrdinfoвиводить інформацію про конкретну базу даних
rrdlastутиліта, яка повертає останній набір даних, так званий RRA
rrdlastupdateповертає найактуальнішу інформацію на поточний момент
rrdresizeзмінює розмір RRA і створює новий файл типу .rrd
rrdrestoreвідновлює дані з раніше створеного дампа в форматі XML
rrdtuneутиліта для настройки основних параметрів RRD
rrdupdateвнесення нового набору даних в базу
rrdxportекспортує дані (в XML формат) з однієї або декількох баз

## Приклад використання
```
#!/bin/bash

varpath
=
'/var/www/html/mg'

dev_ip
=
'10.0.2.8'

v_temp
=
`
snmpwalk
 
-v1
 
-c
 
public
 
$dev_ip
 
1
.3.6.1.4.1.318.1.1.10.2.3.2.1.4
|
 
tr
 
-d
 
' '
|
cut
 
-d
 
':'
 
-f
 
4
`

if
 
[
 
-f
  
$varpath
/temperature.rrd
 
]
;
 
then

    
rrdtool
 
update
 
$varpath
/temperature.rrd
 
N:
$v_temp

else

    
rrdtool
 
create
 
$varpath
/temperature.rrd
 
--step
 
300
 
\

	 
DS:temp:GAUGE:600:0:60
   
RRA:AVERAGE:0.5:1:1200
   
\

	 
RRA:MIN:0.5:12:2400
   
RRA:MAX:0.5:12:2400
 
\

	 
RRA:AVERAGE:0.5:12:2400

fi
 

rrdtool
 
graph
 
$varpath
/r1-day.png
 
\

	
-w
 
450
 
-h
 
100
  
\

	
-t
 
"Temp Device"

	
-v
 
"temp"

	
DEF:temp
=
$varpath
/temperature.rrd:temp:AVERAGE
 
LINE:temp:
"temp\n"
 
\

	
GPRINT:temp:MAX:
"Max\: %1.0lf\t\n"
 
\

	
GPRINT:temp:MIN:
"Min\: %1.0lf\t"

```

В результаті виконання отримаємо графік зміни температури пристрою з IP-адресою dev_ip у вигляді файлу зображення у форматі .png, за шляхом varpath, пізніше графік можна вставити в HTML сторінку чи надіслати поштою.

## Програми, що використовують RRDtool
- BackupPC[en]
- Cacti[en]
- Cherokee[en]
- collectd[en]
- Ganglia[en] – моніторинг кластерів та ґрідів
- lighttpd
- Lpar2rrd[en]
- Monitorix
- MRTG[en]
- Zenoss Core